# 八路军 (电视剧)
《八路军》，2005年上映于中国大陆的战争剧，导演宋业明、董亚春，主演唐国强、刘劲、王伍福、郭连文、卢奇、姚居德。

## 剧情
1937年7月7日，大日本帝国发动了七七事变，开始全面侵略中国，毛泽东、朱德等领导的中国共产党和蒋中正领导的中国国民党结成抗日民族统一战线，抗日救国。1945年在美国、苏联的帮助下取得了抗日战争胜利。

## 演出

### 中国共产党
| 演员   | 角色   | 备注 |
| 唐国强 | 毛泽东 |      |
| 王伍福 | 朱德   |      |
| 姚居德 | 彭德怀 |      |
| 刘劲   | 周恩来 |      |
| 郭连文 | 刘少奇 |      |
| 卢奇   | 邓小平 |      |
| 张再新 | 刘伯承 |      |
| 祝新运 | 任弼时 |      |
| 许毛毛 | 陈赓   |      |
| 田甬   | 林彪   |      |
| 杨俊勇 | 陈云   |      |
| 赵凯   | 聂荣臻 |      |
| 黄港   | 贺龙   |      |

### 中国国民党
| 演员   | 角色   | 备注 |
| 吴京安 | 蒋中正 |      |
| 徐光明 | 阎锡山 |      |
| 徐永革 | 卫立煌 |      |
| 徐涛   | 陈诚   |      |
| 金玉全 | 何应钦 |      |
| 陈天陆 | 陈立夫 |      |
| 郑玉   | 杨爱源 |      |
| 孙承政 | 朱怀冰 |      |

## 花絮
该剧是“纪念抗日战争胜利暨反法西斯战争胜利60周年”的献礼剧。
该剧由中国中央电视台、山西省委宣传部、八一电影制片厂、山西广播电视总台合作拍摄，在北京、河北、天津、山西、湖北等地取景。
该剧启用了军队的官兵做群众演员。
该剧缺点诸多，如八路军在“平型关大捷”文艺兵用乐器三弦打死日军；刚打仗完，冯玉兰跳日本樱花舞，老百姓和八路军战士还鼓掌。该剧一些内容直接引用了电视剧《延安颂》中的部分片段。
该剧最早2005年8月10日在中国中央电视台综合频道播出。